# 2006년 아시안 게임 핸드볼
제15회 아시안 게임 핸드볼 경기는 2006년 12월 3일에서 14일까지 카타르 도하에서 열렸다.

## 메달리스트
| 종목        | 금       | 은         | 동   |
| ----------- | -------- | ---------- | ---- |
| 남자 자세히 | 쿠웨이트 | 카타르     | 이란 |
| 여자 자세히 | 대한민국 | 카자흐스탄 | 일본 |